# Балиньская, Ханна
Ханна Балиньская (пол. Hanna Balińska; род. 4 февраля 1943) —  польская актриса театра, кино и телевидения.

## Биография
Ханна Балиньская родилась в Варшаве. Актёрское образование получила в Государственной высшей театральной школе в Варшаве (теперь Театральная академия им. А. Зельверовича), которую окончила в 1966 году. Актриса театров в Ольштыне  (Театр имени Стефана Ярача), Щецине  (Польский театр) и Варшаве  (Польский театр, Театр «Сирена»). Дебютировала в театре в 1966 году, в кино в 1974-м. Выступала в спектаклях «Театра телевидения» (поль.) в 1971—1980 годах.

## Избранная фильмография
- 1974 — Орёл и решка / Orzeł i reszka
- 1974 — Повышение / Awans
- 1974 — Сколько той жизни / Ile jest życia (только в 12-й серии)
- 1975 — Директора / Dyrektorzy (только в 6-й серии)
- 1976 — Брюнет вечерней порой / Brunet wieczorową porą
- 1976 — Золотая утка / Złota kaczka
- 1978 — Роман Терезы Хеннерт / Romans Teresy Hennert
- 1978 — Жизнь, полная риска / Życie na gorąco (только в 1-й серии)
- 1978 — Доложи, 07 / 07 zgłoś się (только во 8-й серии)
- 1980 — Карьера Никодима Дызмы / Kariera Nikodema Dyzmy
- 1987 — Дом Сары / Dom Sary